# Bathythrix
Bathythrix är ett släkte av steklar som beskrevs av Förster 1869. Bathythrix ingår i familjen brokparasitsteklar.

## Bildgalleri

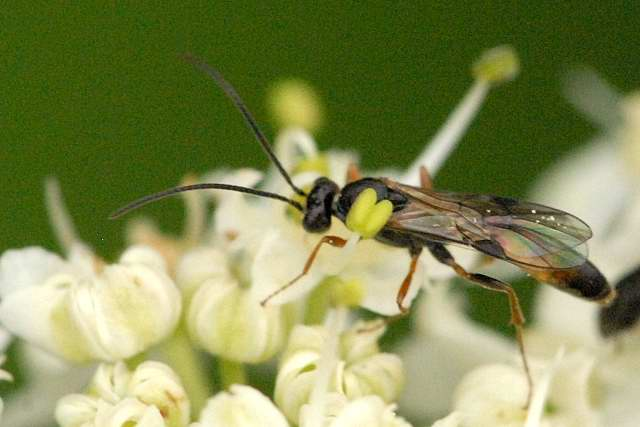
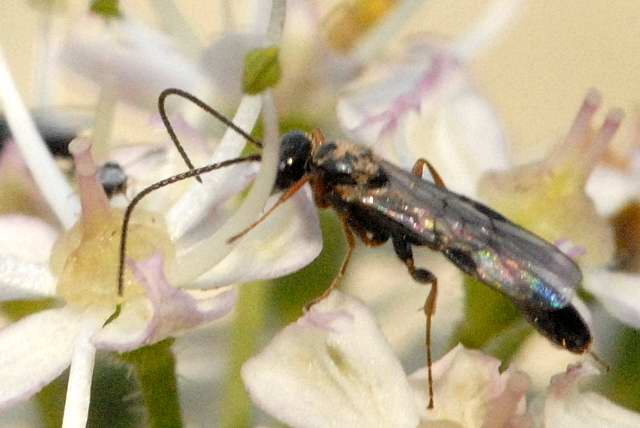

## Dottertaxa tillBathythrix, i alfabetisk ordning[1][2]
- Bathythrix aerea
- Bathythrix alter
- Bathythrix anaulax
- Bathythrix areolaris
- Bathythrix argentata
- Bathythrix carinata
- Bathythrix cilifacialis
- Bathythrix claviger
- Bathythrix collaris
- Bathythrix crassa
- Bathythrix decipiens
- Bathythrix eurypyga
- Bathythrix formosa
- Bathythrix fragilis
- Bathythrix gyrinophagus
- Bathythrix hirticeps
- Bathythrix illustris
- Bathythrix ithacae
- Bathythrix kuwanae
- Bathythrix lamina
- Bathythrix latifrons
- Bathythrix linearis
- Bathythrix longiceps
- Bathythrix maculata
- Bathythrix margaretae
- Bathythrix medialis
- Bathythrix meteori
- Bathythrix montana
- Bathythrix narangae
- Bathythrix nigripalpis
- Bathythrix pacifica
- Bathythrix pellucidator
- Bathythrix peregrina
- Bathythrix pilosa
- Bathythrix pimplae
- Bathythrix pleuralis
- Bathythrix praestans
- Bathythrix prominens
- Bathythrix prothorax
- Bathythrix quadrata
- Bathythrix rugulosa
- Bathythrix sericea
- Bathythrix sericeifrons
- Bathythrix sparsa
- Bathythrix spatulator
- Bathythrix speculator
- Bathythrix spheginus
- Bathythrix strigosa
- Bathythrix subargentea
- Bathythrix tenuis
- Bathythrix texana
- Bathythrix thomsoni
- Bathythrix triangularemaculata
- Bathythrix triangularis
- Bathythrix triangulifera
- Bathythrix vierecki
- Bathythrix zonata